# Cristóbal Martell Pérez-Alcalde
Cristóbal Martell Pérez-Alcalde (Caracas, Veneçuela; 1962) és un advocat canarioveneçolà, resident a Catalunya des de jove.
Va néixer a Caracas, on el seu pare, advocat i sindicalista canari, treballava en l'ambaixada espanyola a Veneçuela. Uns mesos mesos més tard la família va tornar a les Illes Canàries.
Va estudiar a la Universitat de Barcelona, on es va llicenciar en dret l'any 1986.
Va formar part de la junta de govern de l'Il·lustre Col·legi de l'Advocacia de Barcelona entre 2005 i 2009. També va ser membre de la comissió per la prevenció del blanqueig de capitals en el Consell General de l'Advocacia Espanyola.

## Casos
Al llarg de la seva carrera ha portat casos molt polèmics com:
- Cas Pujol: defensa de Jordi Pujol i Ferrusola
- Cas Neymar: defensa del Futbol Club Barcelona
- Cas Hisenda: defensa de Josep Lluís Núñez
- Cas Gürtel: defensa d'Álvaro Lapuerta
- Cas Nóos: defensa de José Antonio Tejeiro
- Cas Mercuri: defensa de Manuel Bustos
- Judici a Leo Messi per frau fiscal: defensa de Lionel Messi
- Judici a Dani Alves per agressió sexual: defensa de Dani Alves